# 1926 год в литературе

## События
- 5 октября — премьера пьесы Михаила Булгакова «Дни Турбиных» во МХАТе, режиссёр Илья Судаков[1].
- 14 октября — вышла в свет детская повесть А. А. Милна «Винни-Пух и все-все-все».
- 25 ноября — В Большом драматическом театре (Ленинград) режиссёром Н. Ф. Монаховым поставлен спектакль «Блоха» по пьесе Е. И. Замятина[2].
- Премьера пьесы Константина Тренёва «Любовь Яровая» в московском Малом театре.
- Во Франции учреждена литературная премия Ренодо.

## Премии
- Гонкуровская премия — Анри Деберли, «Пята Федры».

## Книги
- «Антисексус» — произведение Андрея Платонова.
- «Жизнь термитов» — произведение Мориса Метерлинка.
- «Слёзы Туби» — произведение белорусского писателя Янки Мавра.
- «Замок» — посмертное издание романа Ф. Кафки.

### Романы
- «Белла» — роман Жана Жироду.
- «Брюльбуа» — роман Марселя Эме.
- «Властелин мира» — роман Александра Беляева.
- «Земля Санникова» — научно-фантастический роман писателя Владимира Обручева (первая публикация).
- «Золотой узор» — роман Бориса Зайцева[3].
- «Капкан» (Mantrap) — роман американского писателя Синклера Льюиса.
- «Кракатит» — фантастический роман Карела Чапека.
- «Кто-то, никто, сто тысяч» — философский роман Луиджи Пиранделло.
- «Лето 1925 года» — роман Ильи Эренбурга[4].
- «Луд-Туманный» — фантастический роман Миррлиз Хоуп[5].
- «Машенька» — первый роман русского писателя Владимира Набокова.
- «Московский чудак» — первая часть романа-эпопеи «Москва» Андрея Белого.
- «Остров погибших кораблей» — приключенческий роман советского писателя Александра Беляева.
- «Последний человек из Атлантиды» — роман Александра Беляева.
- «Разгром» — роман советского писателя Александра Фадеева (опубликован в 1927 году).
- «Серебряная ложка» — роман Джона Голсуорси.
- «Современники» — роман Ольги Форш.
- «Солдатская награда» — военный роман Уильяма Фолкнера.
- «Убийство Роджера Экройда» — роман Агаты Кристи.
- «Фиеста (И восходит солнце)» — роман Э. Хемингуэя.
- «Хуан-Тигр» — роман Рамона Переса де Айала.
- «Чёрный аббат» — роман Эдгара Уоллеса.
- «Чёрный охотник» — роман Джеймса Оливера Кервуда.

### Повести
- «Вешние воды» — повесть-пародия Эрнеста Хемингуэя.
- «В стране райской птицы» — повесть белорусского писателя Янки Мавра.
- «Винни-Пух» — детская повесть английского писателя Алана Милна.
- «Клуб убийц букв» — повесть Сигизмунда Кржижановского.
- «Москва и москвичи» — повесть Владимира Гиляровского.
- «РВС» — повесть советского писателя Аркадия Гайдара.
- «Республика ШКИД» - повесть Григория Белых и Л. Пантелеева.
- «Зов Ктулху» — мистическая повесть Говарда Филлипса Лавкрафта, написанная им в августе-сентябре 1926 года и опубликованная в феврале 1928 года.
- «Танцовщица из Идзу» — повесть Ясунари Кавабата.

### Малая проза
- «Белый дикарь» — рассказ Александра Беляева
- «Брак Августа Эсборна» — рассказ Александра Грина.
- «Гостиница грядущего» — рассказ Гайто Газданова.
- «Донские рассказы» — сборник Михаила Шолохова.
- «Записки юного врача» — цикл рассказов Михаила Булгакова.
- «Икс» — рассказ Евгения Замятина.
- «История Власа — лентяя и лоботряса» — стихотворение Владимира Маяковского.
- «История моей голубятни. Рассказы» — сборник Исаака Бабеля.
- «Конармия» — цикл рассказов Исаака Бабеля.
- «Ни жизнь, ни смерть»[6] — рассказ Александра Беляева.
- «Победитель на деревянной лошадке» — мистический рассказ Дэвида Герберта Лоуренса.
- «Проворство рук» — рассказ Надежды Тэффи[7].
- «Прохладный воздух» — рассказ Говарда Лавкрафта.
- «Сказка»[8] — рассказ Владимира Набокова.
- «Там, где чисто, светло» — рассказ Эрнеста Хемингуэя.
- «Ужасы Йондо» (или «Мерзости Йондо») — рассказ Кларка Эштона Смита.
- «Человек, который не спит» — рассказ Александра Беляева.

### Сказки
- «Кавказские сказки» К. Томашевского[9].
- «Принц кролик» — сказка Алана Милна.
- «Принцесса-Несмеяна» — сказка Алана Милна.
- «Путаница» — сказка в стихах Корнея Чуковского.
- «Телефон» — сказка Корнея Чуковского.
- «Федорино горе» — сказка Корнея Чуковского.

### Пьесы
- «Зойкина квартира» — пьеса Михаила Булгакова[10].
- «Вербное воскресенье» — пьеса Ромена Роллана[11].
- «Любовь Яровая» — пьеса советского драматурга Константина Тренёва.
- «Собачья колонна» («Kolonne Hund») — пьеса немецкого драматурга Фридриха Вольфа.
- «Эфир» («Äther») — радиопьеса немецкого драматурга Фридриха Вольфа.

### Поэзия
- «Гренада» — одно из самых известных стихотворений советского поэта Михаила Светлова.
- «Дума про Опанаса» — эпическая поэма советского поэта Эдуарда Багрицкого.

### Очерки
- «Испания. Океан. Гаванна. Мексика. Америка» — сборник очерков Владимира Маяковского[12].

## Родившиеся
- 20 февраля — Ричард Мэтисон, американский писатель-фантаст (умер в 2013).
- 17 марта — Зигфрид Ленц, немецкий писатель, новеллист, драматург (умер в 2014).
- 24 марта — Дарио Фо, итальянский драматург, режиссёр, живописец, Лауреат Нобелевской премии по литературе (1997) (умер в 2016).
- 31 марта — Джон Фаулз, английский романист (умер в 2005).
- 1 апреля — Энн Маккефри, американская писательница-фантаст, первая женщина, награждённая премиями «Хьюго» и «Небьюла» (умерла в 2011).
- 13 апреля — Эгон Вольф, чилийский писатель, поэт, драматург (умер в 2016).
- 23 апреля — Джеймс Патрик Данливи, американский писатель (умер в 2017).
- 28 апреля — Харпер Ли, американский писательница (умерла в 2016).
- 15 мая — Драгомир Асенов, болгарский писатель, драматург. Лауреат Димитровской премии (умер в 1981).
- 17 июня — Давид Шахар, израильский писатель (умер в 1997).
- 25 июня — Ингеборг Бахман, австрийский писательница (умерла в 1973).
- 15 июля — Дрисс Шрайби, марокканский писатель (умер в 2007).
- 22 июля — Сергей Алексеевич Баруздин, русский советский писатель (умер в 1991).
- 4 августа — Катрин Пейзан, французская писательница, поэтесса, сценарист (умерла в 2020).
- 5 августа — Любовь Григорьевна Горлина, переводчица со скандинавских языков (умерла в 2013) .
- 19 декабря — Абд аль-Ваххаб Баяти, аракский поэт и писатель (умер в 1999).
- 24 декабря — 
  - Николай Гвозда, русинский поэт (умер в 2010) .
  - Бадр Шакир Сайяб, иракский поэт (умер в 1964).

## Умершие
- 2 января — Хосе Мануэль Поведа, кубинский поэт и переводчик, один из пионеров «кубинского негризма» (родился в 1888).
- 6 февраля — Кэтлин Каффин, английская и австралийская писательница (родилась в 1855)
- 9 февраля — Лариса Рейснер, советская писательница (родилась в 1895).
- 15 марта — Дмитрий Фурманов, советский прозаик (родился в 1891).
- 27 мая –  Валеска фон Бетузи-Гук, немецкая писательница (родилась в 1849).
- 1 августа — Ян Каспрович (Jan Kasprowicz), польский поэт, драматург, литературный критик, переводчик (родился в 1860).
- 15 сентября — Рудольф Эйкен, немецкий писатель и философ (родился в 1846).
- 26 ноября — Элишка Красногорская, чешская писательница (родилась в 1847).
- 29 декабря — Райнер Мария Рильке, австрийский поэт (родился в 1875).